# Грин, Брайан Рэндолф
Бра́йан Рэ́ндолф Грин (англ. Brian Randolph Greene, 9 февраля 1963 года) — физик-теоретик, популяризатор науки и один из наиболее известных струнных теоретиков, с 1996 года является профессором Колумбийского университета.

## Биография
Брайан Грин родился в Нью-Йорке в еврейской семье. Его отец Алан Грин, не доучившись в средней школе, играл в водевильном театре, а затем работал постановщиком голоса для начинающих актёров. Брайан очень рано проявил склонность к математике.
В двенадцать лет он начал брать частные уроки у профессора Колумбийского университета, поскольку к тому времени он уже освоил школьную программу.
После окончания Стайвесантской школы в 1980 году поступил на физический факультет Гарвардского университета, где получил степень бакалавра.
Став обладателем стипендии Родса, он продолжил обучение в Оксфордском университете и в 1987 году защитил дисертацию.
В 1996 году Грин перешёл в Колумбийский университет, где он работает по сей день.
В Колумбийском университете Грин является содиректором университетского Института струн, космологии и астрофизики (ISCAP) и руководит исследовательской программой, посвящённой приложению теории струн к проблемам космологии.
До этого, с 1990 года, Грин работал на физическом факультете Корнеллского университета.
Там он стал профессором в 1995 году.
Профессор Грин часто читает лекции вне стен университетских аудиторий, как на популярном, так и на специальном уровне, в более чем двадцати пяти странах.
Один из его последних проектов — организация ежегодного Всемирного фестиваля науки, который проходит в Нью-Йорке с 2008 года.
Брайан Грин — вегетарианец с детства и веган с 1997 года.

## Научная работа
Брайан Грин занимался исследованиями зеркальной симметрии, связывающей два различные пространства Калаби — Яу. Совместно с Дэвидом Моррисоном и Полом Аспинуоллом он доказал в 1993 году, что флоп-перестройки (flop-transition, топологическая процедура) с разрывами пространства являются частью теории струн. Он также развил идею электронной чёрной дыры. В настоящее время Брайан Грин исследует струнную космологию, в частности «отпечатки» транспланковской физики в реликтовом излучении, а также бранную космологию.

## Популяризация науки
Книга Брайана Грина «Элегантная Вселенная. Суперструны, скрытые размерности и поиски окончательной теории» (1999) была первой попыткой популяризации теории струн и М-теории. Она стала финалистом Пулитцеровской премии в разделе нехудожественной литературы и лауреатом премии The Aventis Prizes for Science Books в 2000 году. Эта книга легла в основу телевизионного научно-популярного мини-сериала NOVA на канале PBS, а профессор Грин выступил в роли ведущего. Его вторая книга «Ткань космоса: Пространство, время и текстура реальности» (2004) является ещё более популяризированной версией «Элегантной Вселенной».

## Увлечения
Брайан Грин увлекается актёрским мастерством: в 2000 году он снялся в эпизодической роли в фильме «Радиоволна», в 2007 году — в эпизодической роли учёного компании Intel в научно-фантастическом фильме «Последняя Мимзи», а также сыграл самого себя в сериале «Теория Большого взрыва» в 20-й серии 4-го сезона (83-й серии). Кроме того, Грин консультировал Джона Литгоу по научным диалогам в телевизионном сериале «Третья планета от Солнца» (1996—2001), а в 2006 году он был консультантом научно-фантастического фильма Тони Скотта «Дежа вю».
Брайан Грин упоминается в телевизионном сериале «Ангел» в эпизоде «Суперсимметрия» в 2002 году и в фильме «Области тьмы». Благодаря своим ролям в кино, Брайан является одним из немногих людей с определённым числом Эрдёша — Бэйкона.

### Научные публикации
- R. Easther, B. R. Greene, M. G. Jackson and D. Kabat, "String windings in the early universe. JCAP {0502}, 009 (2005).
- R. Easther, B. Greene, W. Kinney, G. Shiu, «A Generic Estimate of Trans-Planckian Modifications to the Primordial Power Spectrum in Inflation». Phys. Rev. D66 (2002). 023518.
- R. Easther, B. Greene, W. Kinney, G. Shiu, «Inflation as a Probe of Short Distance Physics». Phys. Rev. D64 (2001) 103502.
- Brian R. Greene, «D-Brane Topology Changing Transitions». Nucl. Phys. B525 (1998) 284—296.
- Michael R. Douglas, Brian R. Greene, David R. Morrison, «Orbifold Resolution by D-Branes». Nucl.Phys. B506 (1997) 84-106.
- Brian R. Greene, David R. Morrison, Andrew Strominger, «Black Hole Condensation and the Unification of String Vacua». Nucl.Phys. B451 (1995) 109—120.
- P. S. Aspinwall, B. R. Greene, D. R. Morrison, «Calabi-Yau Moduli Space, Mirror Manifolds and Spacetime Topology Change in String Theory». Nucl.Phys. B416 (1994) 414—480.
- B. R.Greene and M. R. Plesser, «Duality in Calabi-Yau Moduli Space». Nucl. Phys. B338 (1990) 15.

### Научно-популярные книги
- Элегантная Вселенная. Суперструны, скрытые размерности и поиски окончательной теории / The Elegant Universe: Superstrings, Hidden Dimensions, and the Quest for the Ultimate Theory (1999)
- Ткань космоса: Пространство, время и текстура реальности / The Fabric of the Cosmos: Space, Time, and the Texture of Reality (2004)
- Icarus at the Edge of Time (2008)
- Скрытая реальность: Параллельные миры и глубинные законы Космоса / The Hidden Reality: Parallel Universes and the Deep Laws of the Cosmos (2011)
- Брайан Грин. До конца времен. Сознание, материя и поиски смысла в меняющейся Вселенной = Brian Greene. Until the End of Time: Mind, Matter, and Our Search for Meaning in an Evolving Universe.. — М.: Альпина нон-фикшн, 2021. — 548 с. — ISBN 978-5-00139-343-6.